# Roseline Odhiambo
Roseline Odhiambo (ur. 11 marca 1981) – kenijska siatkarka, reprezentantka kraju, grająca jako środkowa. Obecnie występuje w drużynie Kenya Pipeline Company.